# Senna paraensis
Senna paraensis é uma espécie de planta da família Fabaceae e do gênero Senna.
Seus frutos são indeiscentes e costados e a planta é indumentada, características que ajudam a distingui-la de outras espécies do gênero.

## Taxonomia
O táxon foi descrito oficialmente em 1982 por Howard Samuel Irwin e Rupert Charles Barneby.
A espécie havia sido descrita anteriormente sob o basiônimo Cassia paraensis (gênero Cassia) em 1922 por Adolpho Ducke.

## Distribuição
Foi registrada para a Bolívia e Brasil em regiões de mata ciliar no bioma amazônico.